# Milliampère
| Grotere en kleinere eenheden | Grotere en kleinere eenheden | Grotere en kleinere eenheden |
| factor                       | naam                         | symbool                      |
| ---------------------------- | ---------------------------- | ---------------------------- |
| 103                          | kiloampère                   | kA                           |
| 1                            | ampère                       | A                            |
| 10−3                         | milliampère                  | mA                           |
| 10−6                         | microampère                  | µA                           |
| 10−9                         | nanoampère                   | nA                           |
| 10−12                        | picoampère                   | pA                           |
| 10−15                        | femtoampère                  | fA                           |

De milliampère is een tot het SI behorende afgeleide eenheid van elektrische stroom. De eenheid heeft het symbool mA. Eén milliampère is gelijk aan 10−3 A, ofwel 0,001 ampère.